# Charlie ucieka
Charlie ucieka (ang. The Adventurer) − amerykański film niemy z 1917 roku, w reżyserii Charliego Chaplina.

## Treść
Skazaniec ucieka z więzienia. Chcąc pozbyć się więziennego ubrania, kradnie przypadkowemu mężczyźnie jego strój kąpielowy. Udaje pływaka biorącego  kąpiel i przypadkowo ratuje z wody dwie kobiety – matkę i córkę. Wdzięczne kobiety zapraszają wybawcę do domu.

## Główne role
- Charlie Chaplin – skazaniec
- Edna Purviance – dziewczyna
- Henry Bergman – ojciec
- Eric Campbell – konkurent
- Albert Austin – lokaj
- Marta Golden